# PINKちゃんねるの板の一覧
PINKちゃんねるの板の一覧（ピンクちゃんねるのいたのいちらん）とは、大手電子掲示板群PINKちゃんねる内にある板をカテゴリ別に並べた一覧である。
カテゴリはPINKちゃんねるの掲示板メニューに準ずる。

## 案内・雑談
- PINKheadline
- ピンクニュース板
- pink初心者板
- エロ会話・スレH板
- 大人の実況板
- えっちねた板
- PINKのおいらロビー板
- PINKのなんでもあり板
- お下品板
- ぴんく難民板
- pink秘密基地板
- PINK削除依頼板
- PINK規制議論板

## 地域
- 大人の海外板

## エロゲー
- エロゲー板
- エロゲー作品別板
- エロゲネタ板
- Leaf・key板
- 女向ゲー大人板

## エロメディア
- アダルトサイト板
- ウェブマスター板
- AV総合板
- AV女優板
- ヌード・エロ本板
- エロアニメ等板
- エロ漫画小説板
- エロ同人板

## エロ文化
- 懐かしエロ板
- 韓国美人板
- エロコスプレ板
- PINKな学問板
- 健康相談(大人)板
- 夫婦生活板
- 過激な恋愛板
- 大人の恋愛板
- オナテク板
- ラブホテル板
- アダルトグッズ板
- 大人の飾り板

## えっちな生活
- SM板
- フェチ
- 熟女板
- おかま・おなべ板
- 大人の同性愛板
- レズ・百合萌え板

## エロ表現・創作
- エロAA板（アロエ板）
- キャラサロン板
- オリキャラ板
- 801板
- お絵描き・創作板
- エロパロ板

## 風俗・業界
- 風俗全般板
- お水出会い系板
- ホストクラブ板
- へるす板
- ソープ板

## その他
- ニー速(pink)板
- ニュース速報F
- PINKJ
- 童貞板
- 女神板
- にゃあ板
- ENGLISH ERO板
- 大人のモバイル板
- 3執着板

## 隠し板
掲示板メニューに掲載されていない板の一覧。
- mercury宝箱＠2ch掲示板
- phoebe宝箱
- 世界のスケベ板
- 生き物苦手板
- 危ない海外板
- 癒し板